# Alto (California)
Alto es un lugar designado por el censo ubicado en el condado de Marin en el estado estadounidense de California. En el año 2010 tenía una población de 711 habitantes.

## Geografía
Alto se encuentra ubicado en las coordenadas 37°54′20″N 122°31′6″O / 37.90556, -122.51833.